# Taqí Araní
Taqí Araní (Tabriz, 5 de septiembre de 1903–Teherán, 1 al 4 de febrero de 1940) fue un militante comunista iraní, considerado el padre del marxismo en Irán. Educado en Alemania entre 1922 y 1930, de regreso a Irán lanzó la publicación Donyá (دنیا, «El Mundo») y formó un círculo intelectual cuyos miembros crearían tras su muerte el partido prosoviético Tudé. Sentenciado a diez años de encarcelamiento por predicar el «socialismo» y el «ateísmo», falleció en prisión a los 37 años de edad.